# Batang Tura Sirumambe
Batang Tura Sirumambe is een bestuurslaag in het regentschap Tapanuli Selatan van de provincie Noord-Sumatra, Indonesië. Batang Tura Sirumambe telt 1783 inwoners (volkstelling 2010).